# Camponotus variegatus
Camponotus variegatus é uma espécie de inseto do gênero Camponotus, pertencente à família Formicidae.